# Apostilb
L'apostilb è un'unità obsoleta di luminanza. Nel Sistema Internazionale, l'unità della luminanza è la candela per metro quadrato (cd/m2). Nel 1942 Parry Moon propose di rinominare l'apostilb come blondel, in onore del fisico francese André Blondel. Il simbolo dell'apostilb è asb .
L'apostilb è definito in termini di un'altra unità di luminanza, lo stilb (sb):
1 asb = 1/π ⋅ 10 −4 sb
3.14 ASB = 1 cd / m 2